# 利希特瑙 (巴伐利亚州)
利希特瑙（德語：Lichtenau）是德国巴伐利亚州中弗兰肯行政区安斯巴赫县的市镇，面积41.35平方千米，人口为人。